# Винтербах (Швабия)
Винтербах (нем. Winterbach) — община в Германии, в земле Бавария.
Подчиняется административному округу Швабия. Входит в состав района Гюнцбург. Подчиняется управлению Хальденванг. Население составляет 826 человек (на 31 декабря 2010 года). Занимает площадь 14,82 км².